# Chasse aux œufs

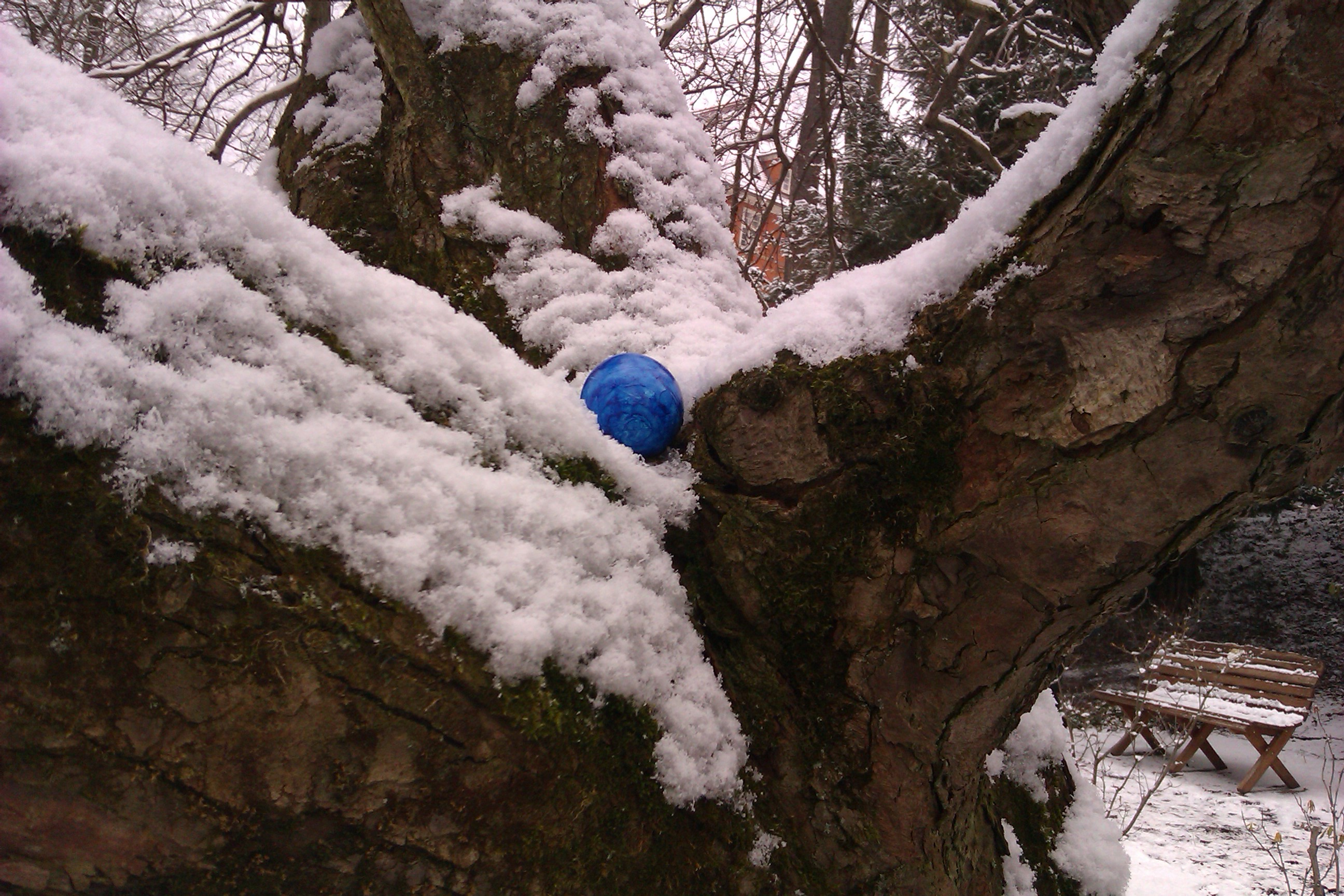
Chasse aux œufs en Allemagne.

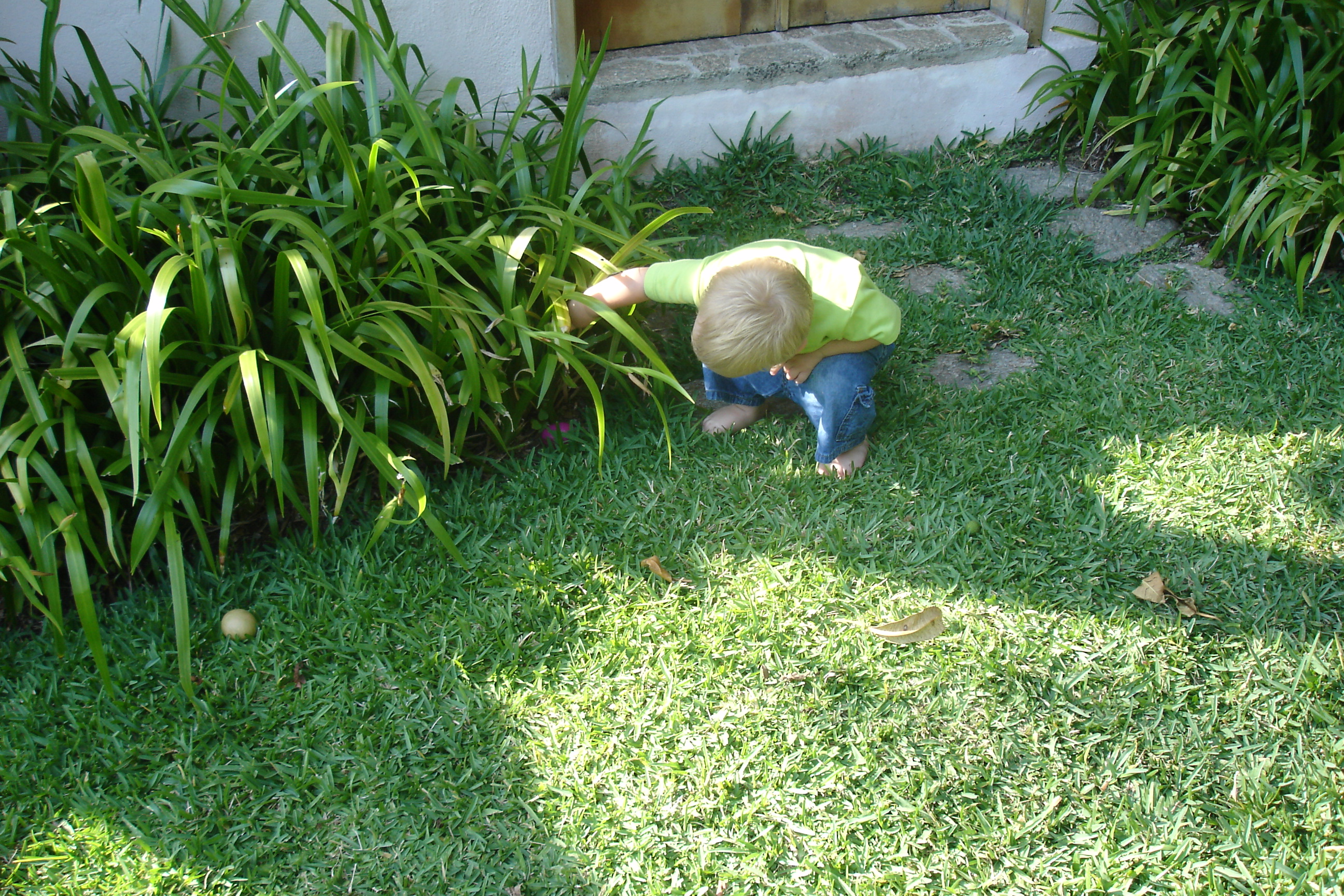
Un enfant jouant à la chasse aux œufs.

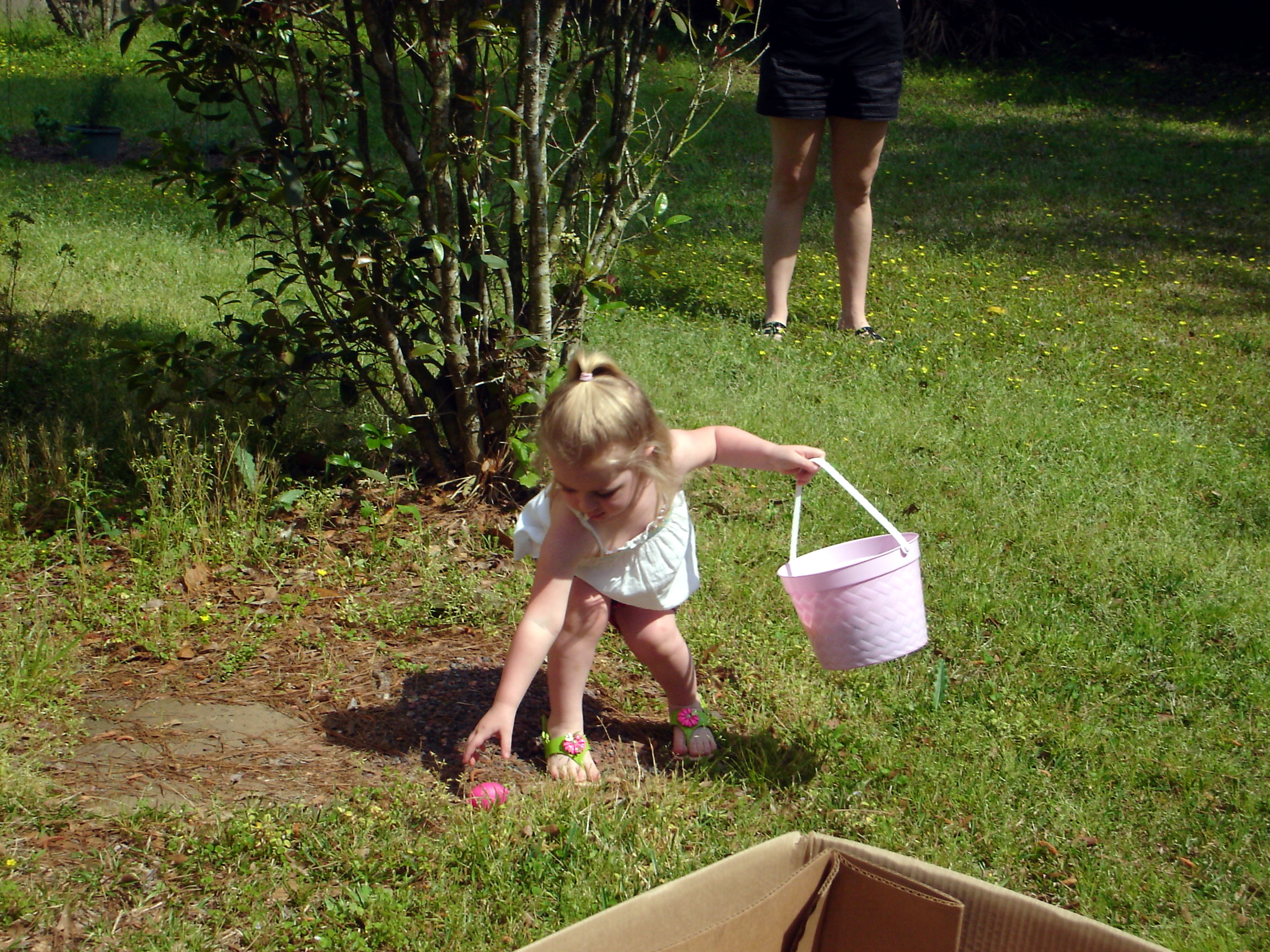
Chasse aux œufs aux États-Unis

La chasse aux œufs est un jeu au cours duquel des œufs de différentes tailles, parfois en chocolat, sont cachés dans différents endroits afin que les enfants les trouvent. Les œufs collectés sont conservés ou mangés par les enfants.

## Présentation
Le jeu est généralement lié à la fête de Pâques, en utilisant des œufs de Pâques.
En France de tradition catholique et en Belgique, les œufs en chocolat sont apportés par les cloches de Pâques, de retour de Rome, la nuit du samedi au dimanche.   
Dans les pays de culture protestante plus prononcée, en Allemagne, dans la plupart des Länder, en Suisse et en Alsace, les œufs de Pâques sont apportés par le lièvre de Pâques (Osterhase). 
En fait, le lapin, très prolifique au printemps, est probablement un symbole de fécondité antérieur au christianisme.
Cette tradition du lapin apportant les œufs de Pâques a émigré au Brésil où elle est encore vivace ; l'origine tiendrait à l'immigration germano-suisse débutée par le roi de Portugal en 1818, et poursuivie dès 1824 avec 400 immigrants germaniques par l'épouse du premier Empereur du Brésil, qui était l'archiduchesse autrichienne (Marie Léopoldine d'Autriche).
En Bavière, le lièvre est remplacé par un coq, en Thuringe c’est un renard, dans la région de Hanovre, c’est un coucou, au Tyrol c'est la poule et en Westphalie c'est le renard.
Chez les catholiques, les cloches cessent de sonner à partir de la messe du jeudi qui précède Pâques, dit « Jeudi saint », en signe de deuil pour la mort du Christ. On les réentend à la fin de la vigile pascale, qui précède le dimanche de Pâques. La tradition prétend que les cloches ne sonnent plus car elles sont parties à Rome. Elles reviennent dans la nuit, chargées d'œufs en chocolat qu'elles déversent dans les jardins. Le lendemain, les enfants vont chercher les sucreries qui y sont dissimulées. 
La tradition d'offrir des œufs en chocolat est d'origine commerciale. 
Certaines communes organisent des chasses aux œufs pour les adultes le week-end de Pâques : dans un espace limité (en général un bois), il faut découvrir le maximum d'œufs avant une heure donnée. Tous les œufs ne se valent pas, et certains permettent de gagner des lots intéressants.

## Sources
- Cet article est partiellement ou en totalité issu de l'article intitulé « Œuf de Pâques » (voir la liste des auteurs).